# Paper (canção de Svala)
Paper é uma canção da cantora Svala. Ela irá representar a Islândia no Festival Eurovisão da Canção 2017. A canção também foi lançada em versão islandesa, com o título "Ég veit það".

## Faixas
| Download digital |                         |         |  |
| N.º              | Título                  | Duração |  |
| 1.               | "Paper"                 | 3:00    |  |
| 2.               | "Ég veit það"           | 3:00    |  |
| 3.               | "Paper" (Karaoke)       | 3:00    |  |
| 4.               | "Ég veit það" (Karaoke) | 3:00    |  |